# 데버러 카
데버러 제인 카트리머(영어: Deborah Jane Kerr-Trimmer, CBE, 1921년 9월 30일 ~ 2007년 10월 16일)는 스코틀랜드의 배우이다.

## 경력
스코틀랜드 헬렌즈버러에서 태어나 17세부터 연극단 생활을 시작해 배우의 길을 걸었으며, 1947년 영화 《검은 수선화》에서 수녀역으로 데뷔했다. 1956년 뮤지컬을 각색한 영화 《왕과 나》에 영국인 가정교사로 출연, 시암 왕국 왕(율 브리너)과 사랑에 빠지는 연기를 펼쳤다. 또한 《지상에서 영원으로》에서의 키스신은 영화 역사에서 매우 유명한 장면으로 꼽힌다. 1957년 골든 글로브상 영화 뮤지컬/코미디 부분 여우주연상을 수상했고, 아카데미 여우주연상 후보에는 6번이나 올랐지만 수상에는 실패했다. 후에 아카데미상, BAFTA, 칸 영화제에서 데버러 카는 각각 특별상을 받았다.

## 사망
말년에 파킨슨병으로 투병하다 2007년 10월 16일 잉글랜드 서퍽주 보츠데일에서 향년 86세를 일기로 세상을 떠났다.

## 출연 작품
- 직업 군인 캔디씨 이야기 (1943)
- 철부지 아가씨의 첩보작전 (1946)
- 검은 수선화 (1947)
- 나의 아들 에드워드 (1949)
- 솔로몬 왕의 보고 (1950)
- 쿠오 바디스 (1951)
- 줄리어스 시저 (1953)
- 지상에서 영원으로 (1953)
- 엔드 오브 어페어 (1955)
- 왕과 나 (1956)
- 병사와 수녀 (1957)
- 러브 어페어 (1957)
- 세퍼레이트 테이블 (1958)
- 선다우너스 (1960)
- 공포의 대저택 (1961)
- 초크 가든 (1964)
- LA 컨피덴셜 (1997)

## 서훈
- 1998년: 대영 제국 훈장 3등급(CBE)